# Przed egzekucją

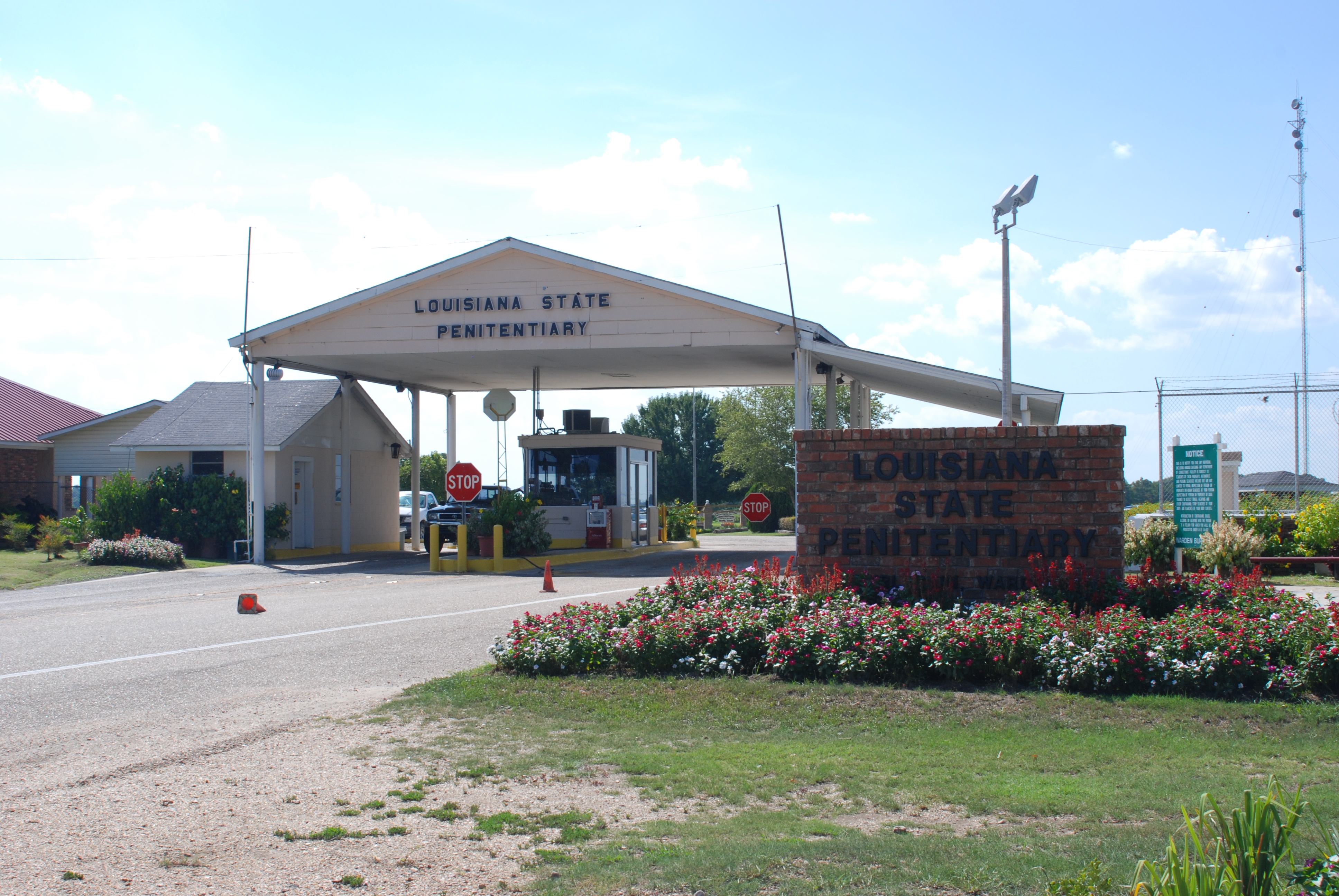
Więzienie stanowe w Luizjanie, miejsce osadzenia Matthew Ponceleta

Przed egzekucją (ang. Dead Man Walking) – amerykańsko-brytyjski film obyczajowy z 1995 roku, na podstawie powieści amerykańskiej zakonnicy, siostry Helen Prejean. Zdjęcia kręcono w stanie Luizjana, głównie w Nowym Orleanie.

## Główne role
- Susan Sarandon – siostra Helen Prejean
- Sean Penn – Matthew Poncelet
- Robert Prosky – Hilton Barber
- Raymond J. Barry – pan Delacroix
- R. Lee Ermey – Clyde Percy

## Nagrody i nominacje
Oscary za rok 1995
- Najlepsza aktorka – Susan Sarandon
- Najlepsza reżyseria – Tim Robbins (nominacja)
- Najlepsza piosenka – Dead Man Walking – muz. i sł. Bruce Springsteen (nominacja)
- Najlepszy aktor – Sean Penn (nominacja)

Złote Globy 1995
- Najlepszy scenariusz – Tim Robbins (nominacja)
- Najlepszy aktor dramatyczny – Sean Penn (nominacja)
- Najlepsza aktorka dramatyczna – Susan Sarandon (nominacja)

46. MFF w Berlinie (1995)
- Nagroda Jury Ekumenicznego – Tim Robbins
- Nagroda Gildii Niemieckich Kin Arthousowych – Tim Robbins
- Nagroda czytelników "Berliner Morgenpost" – Tim Robbins
- Srebrny Niedźwiedź dla najlepszego aktora – Sean Penn
- Złoty Niedźwiedź dla najlepszego filmu – Tim Robbins (nominacja)